# Magda von Dolcke
Magda von Dolcke, född 28 februari 1838 i Åbenrå i Danmark, död 1926, var en dansk skådespelare, tidvis verksam i Sverige. I Sverige blev hon främst känd för sitt påstådda förhållande med kung Oscar II av Sverige.

## Biografi
Magda von Dolcke debuterade tidigt i Köpenhamn i Danmark under namnet Rosalinde Thomsen. År 1860 hade hon en uppmärksammad relation i Köpenhamn med den norske författaren Bjørnstjerne Bjørnson. 
Den 14 mars 1874 uppträdde hon på Dramaten i titelrollen av Orleanska jungfrun. Tidsskildraren Fritz von Dardel omnämner henne i sina anteckningar och anser att hon var vacker men saknade talang och att hon var en "äventyrerska" som hade fått rollen på grund av beskydd från Oscar II, med vilken hon då sägs ha haft en relation. Drottning Sofia lämnade vid denna tid tillfälligt landet och reste till Tyskland. Officiellt var drottningen på hälsoresa men ryktet gjorde gällande att hon for på grund av förhållandet. August Strindberg beundrade Magda von Dolcke och ansåg att hon hade ett naturligt sätt att uppträda.
Magda von Dolcke gästspelade 1873–1874 på Dramaten, där hon gjorde rollerna i Orleanska jungfrun, Jane Eyre och Fanchon i “Syrsan”; därefter var hon aktiv 1874 på Mindre teatern och 1876 på Djurgårdsteatern. Hon var även teaterdirektör och ledde under några år efter 1874 ett eget teatersällskap i svenska landsorten, där bland annat Albert Ranft debuterade, och under en del av säsongen 1877–1878 på Bijouteatern (senare Folkteatern) i Stockholm.
Dolcke gifte sig med borstfabrikanten John Bosse i Köpenhamn och drog sig då tillbaka från scenen.

## Teater

### Roller
- 1876 – Fanchon i Syrsan av Charlotte Birch-Pfeiffer, Djurgårdsteatern[3]
- 1876 – Lisbet i En söndag på Amager av Johanne Luise Heiberg, Djurgårdsteatern[4]
- 1876 – Aonda i Jorden runt på åttio dagar av Jules Verne och Adolphe d'Ennery, Djurgårdsteatern[5]

### Fotnoter
1. ↑  Meddelelser om skuespil og theaterforhold i Odense, Caroline Christine Magdalene Dolcke, också känd som Rosalinde Thomsen, senare fru Bosse
2. ↑  Det kongelige Biblioteks Håndskriftafdeling: Erhvervelser 1924-1987
3. ↑  ”Teater och musik”. Dagens Nyheter:  s. 2. 15 maj 1876. http://arkivet.dn.se/arkivet/tidning/1876-05-15/3463/2. Läst 14 augusti 2015.
4. ↑  ”Teaterannons”. Dagens Nyheter:  s. 3. 15 juni 1876. http://arkivet.dn.se/arkivet/tidning/1876-06-15/3488/3. Läst 14 augusti 2015.
5. ↑  ”Teater och musik”. Dagens Nyheter:  s. 2. 13 juni 1876. http://arkivet.dn.se/arkivet/tidning/1876-07-13/3511/2. Läst 14 augusti 2015.